# Nguyễn Việt Dũng
Nguyễn Việt Dũng (sinh ngày 1 tháng 11 năm 1965) là đại biểu Quốc hội Việt Nam khóa XII, XIV, thuộc đoàn đại biểu Thành phố Hồ Chí Minh.